# Menetou-Salon
Pour l’article homonyme, voir Menetou-salon (AOC).
 (novembre 2012).
Menetou-Salon [mɛntu salɔ̃] est une commune française située dans le département du Cher en région Centre-Val de Loire.

## Géographie

### Voies de communication et transports

#### Voies routières
La commune est à 10 kilomètres de la route départementale 940 en venant de Bourges.
L'autoroute A71 (axe Paris – Clermont-Ferrand) est à 30 km par le contournement ouest de Bourges.
Les routes départementales desservant Menetou-Salon sont :
- la départementale 11, qui relie Fussy à Concressault via Vignoux-sous-les-Aix, Henrichemont et Vailly-sur-Sauldre ;
- la départementale 25, qui relie La Caroline (commune de Saint-Palais) à Lugny-Champagne via Les Aix-d'Angillon et Azy ;
- la départementale 59, qui relie Saint-Martin-d'Auxigny à Pouilly-sur-Loire via Morogues, Veaugues et Saint-Bouize.

Routes départementales desservant Menetou-Salon
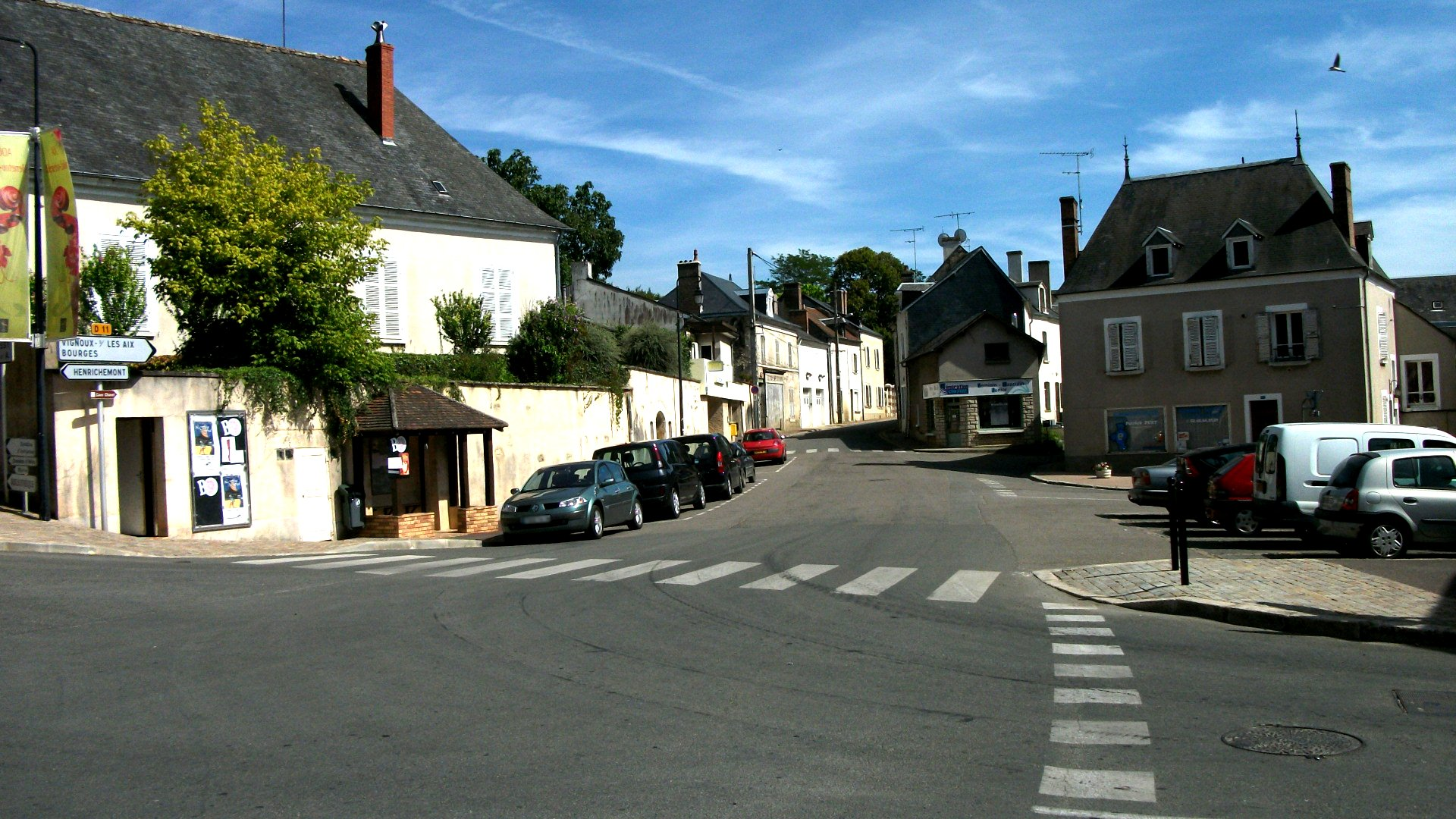
La départementale 11 en direction de Bourges.
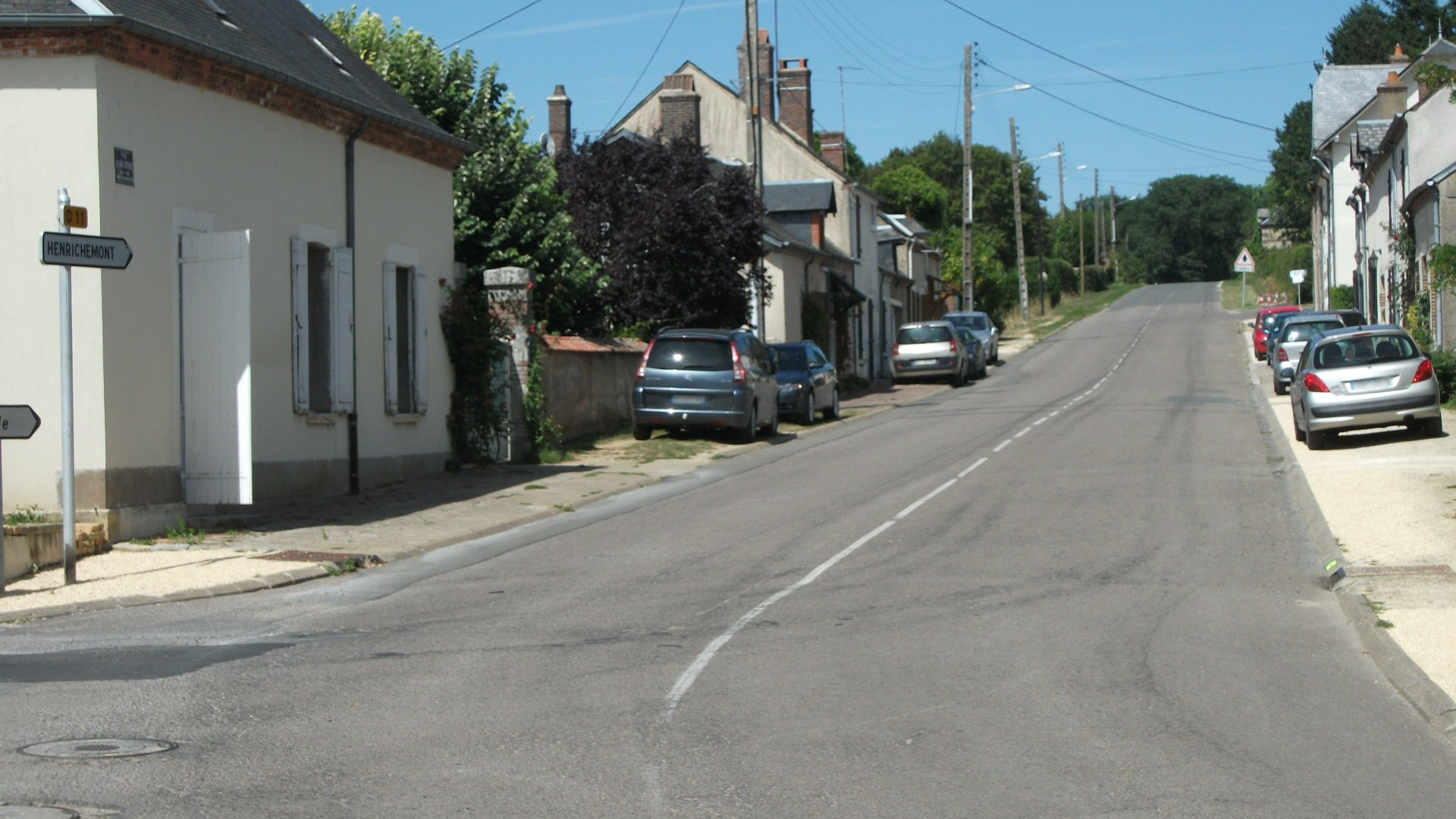
La départementale 11 en direction de Henrichemont.
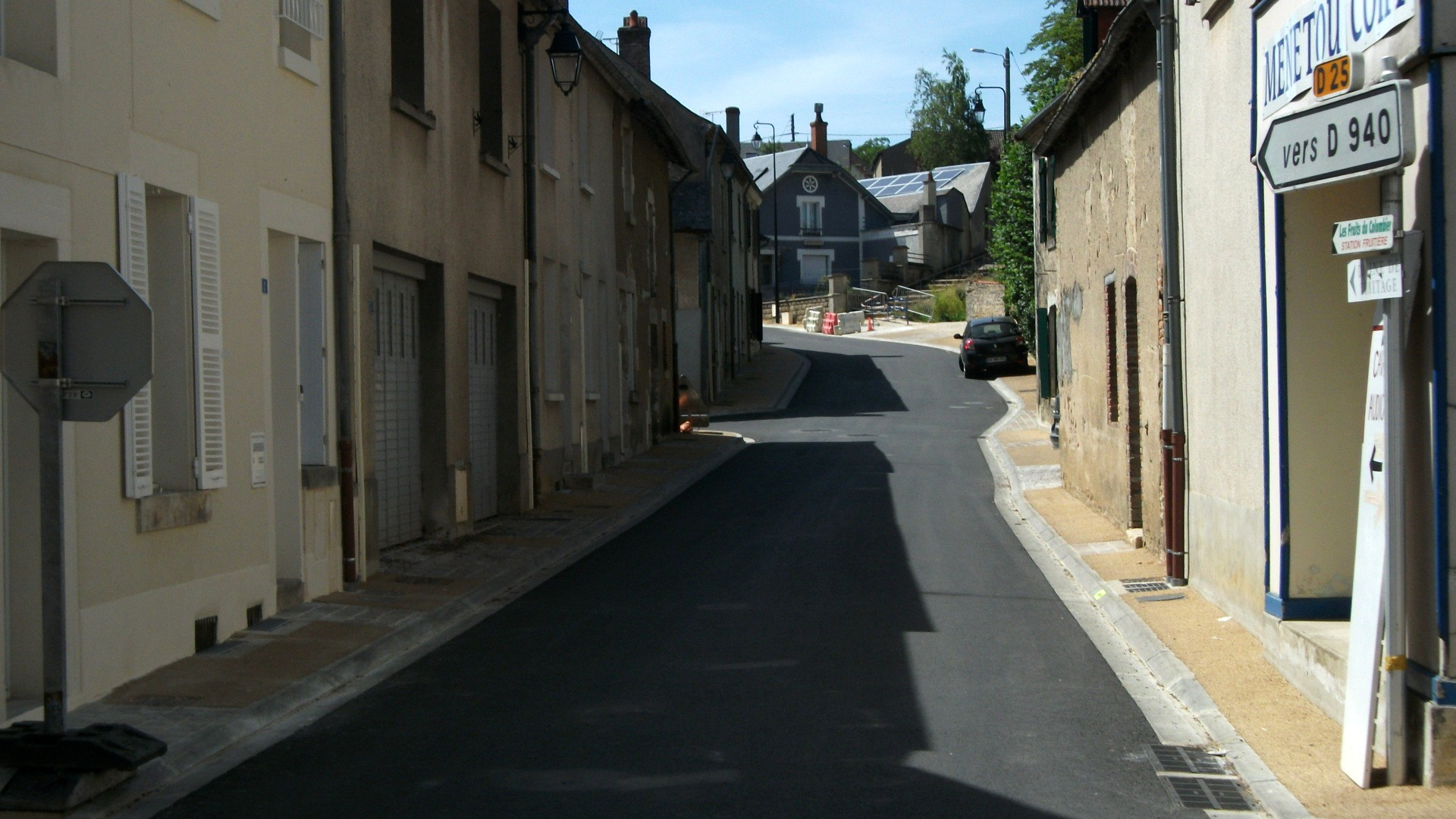
La rue de Paradis, D 25 en direction de la D 940.
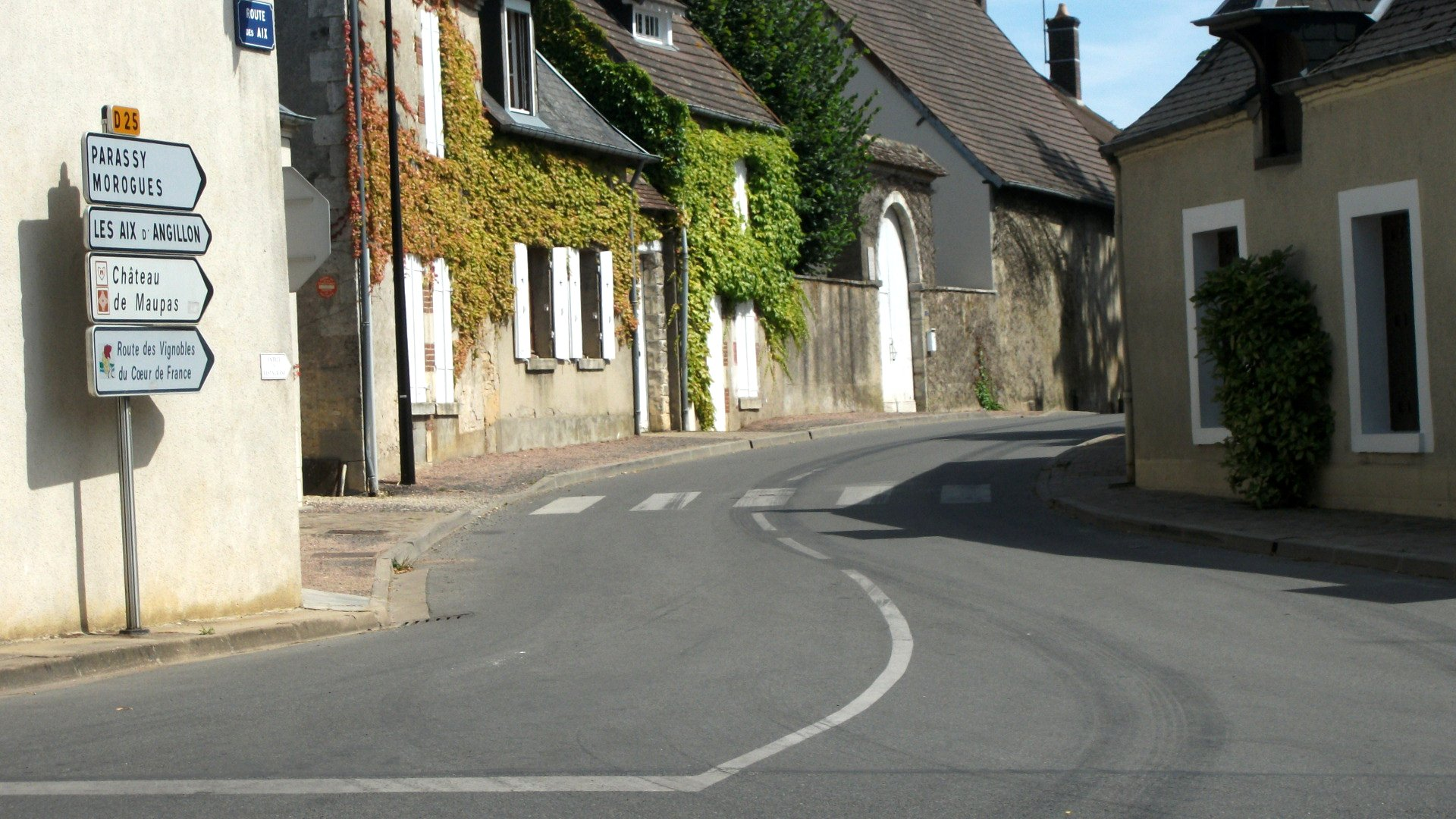
La départementale 25 en direction de Parassy.
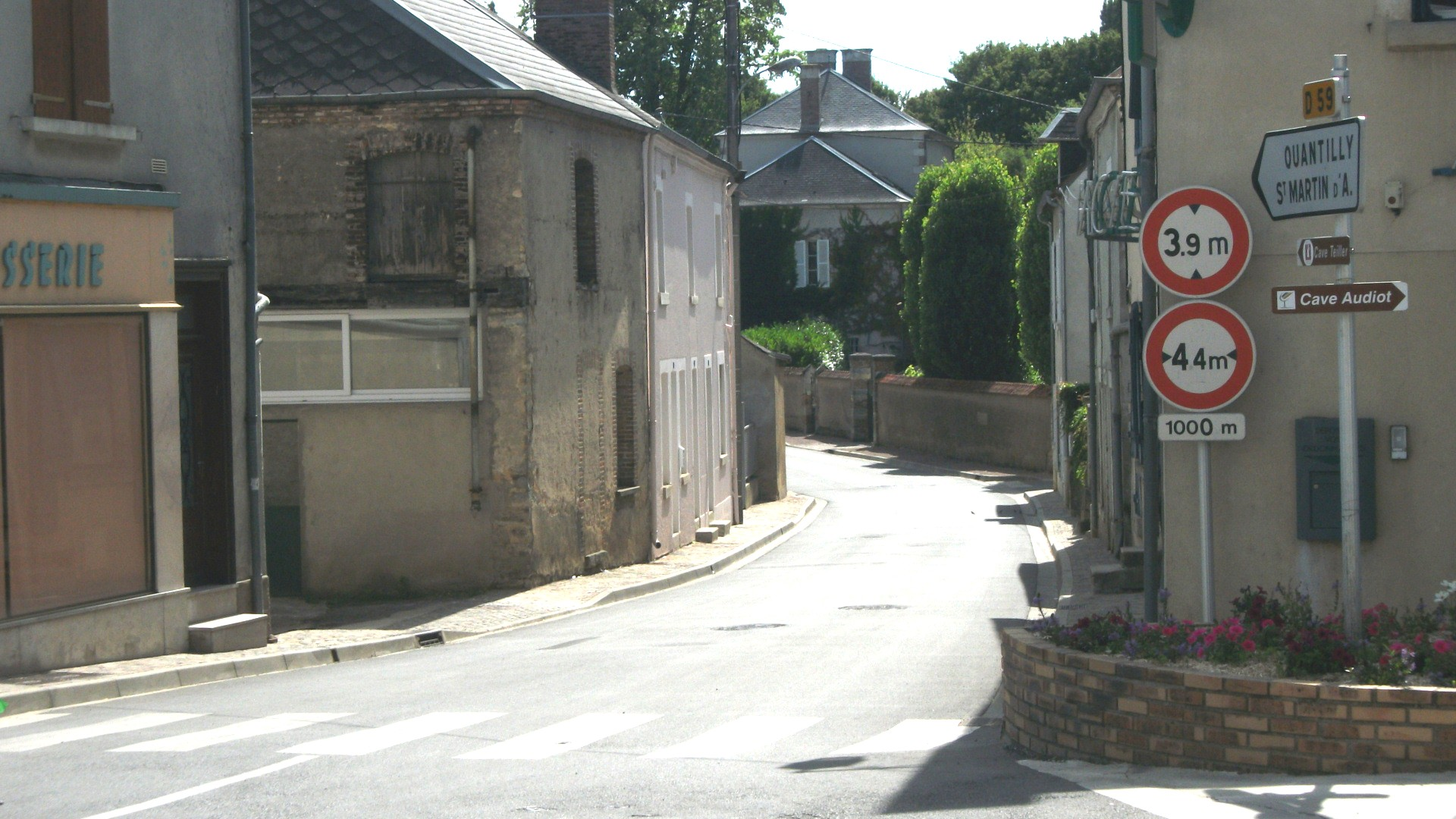
La départementale 59 en direction de Quantilly.

##### Transport ferroviaire
La gare de Bourges est à 18 km par la route de Fussy.

##### Transport en commun
Menetou-Salon est desservie par la ligne 105 des transports du département du Cher (Henrichemont – Bourges).

### Climat
Pour des articles plus généraux, voir Climat du Centre-Val de Loire et Climat du Cher.
En 2010, le climat de la commune est de type climat océanique dégradé des plaines du Centre et du Nord, selon une étude du CNRS s'appuyant sur une série de données couvrant la période 1971-2000. En 2020, Météo-France publie une typologie des climats de la France métropolitaine dans laquelle la commune est exposée à un climat océanique altéré et est dans la région climatique Centre et contreforts nord du Massif Central, caractérisée par un air sec en été et un bon ensoleillement.
Pour la période 1971-2000, la température annuelle moyenne est de 11,4 °C, avec une amplitude thermique annuelle de 15,7 °C. Le cumul annuel moyen de précipitations est de 898 mm, avec 11,7 jours de précipitations en janvier et 7,6 jours en juillet. Pour la période 1991-2020, la température moyenne annuelle observée sur la station météorologique la plus proche, située sur la commune de La Chapelle-d'Angillon à 15 km à vol d'oiseau, est de 11,6 °C et le cumul annuel moyen de précipitations est de 870,9 mm,. Pour l'avenir, les paramètres climatiques de la commune estimés pour 2050 selon différents scénarios d'émission de gaz à effet de serre sont consultables sur un site dédié publié par Météo-France en novembre 2022.

## Urbanisme

### Typologie
Au 1er janvier 2024, Menetou-Salon est catégorisée bourg rural, selon la nouvelle grille communale de densité à 7 niveaux définie par l'Insee en 2022.
Elle est située hors unité urbaine. Par ailleurs la commune fait partie de l'aire d'attraction de Bourges, dont elle est une commune de la couronne,. Cette aire, qui regroupe 111 communes, est catégorisée dans les aires de 50 000 à moins de 200 000 habitants,.

### Occupation des sols
L'occupation des sols de la commune, telle qu'elle ressort de la base de données européenne d’occupation biophysique des sols Corine Land Cover (CLC), est marquée par l'importance des territoires agricoles (67,9 % en 2018), en diminution par rapport à 1990 (70,2 %). La répartition détaillée en 2018 est la suivante :
terres arables (28,3 %), forêts (28,1 %), prairies (25 %), cultures permanentes (8 %), zones agricoles hétérogènes (6,6 %), zones urbanisées (3,6 %), eaux continentales (0,3 %).
L'évolution de l’occupation des sols de la commune et de ses infrastructures peut être observée sur les différentes représentations cartographiques du territoire : la carte de Cassini (XVIIIe siècle), la carte d'état-major (1820-1866) et les cartes ou photos aériennes de l'IGN pour la période actuelle (1950 à aujourd'hui).

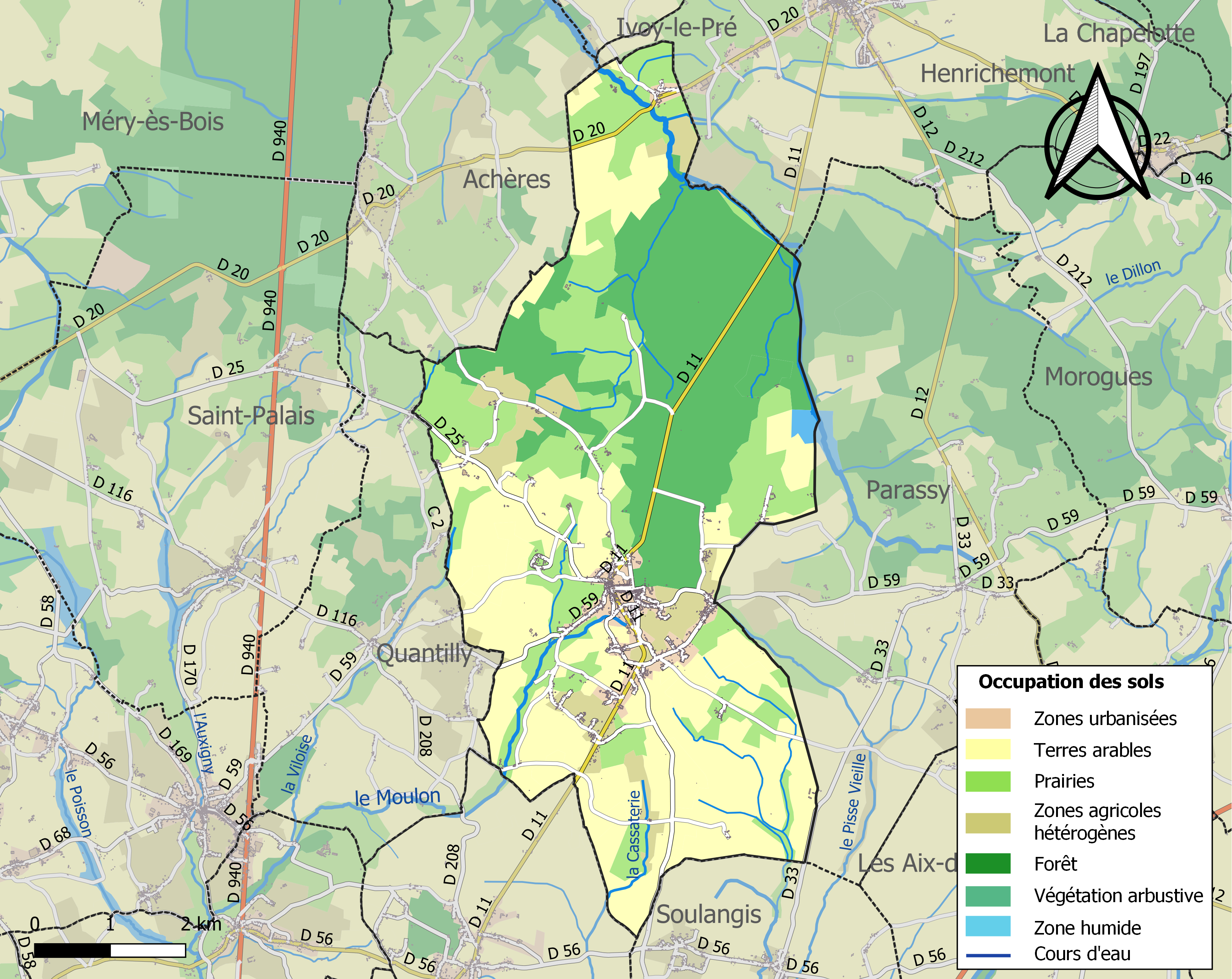
Carte des infrastructures et de l'occupation des sols de la commune en 2018 (CLC).

### Risques majeurs
Le territoire de la commune de Menetou-Salon est vulnérable à différents aléas naturels : météorologiques (tempête, orage, neige, grand froid, canicule ou sécheresse), mouvements de terrains et séisme (sismicité faible). Il est également exposé à un risque technologique, le transport de matières dangereuses. Un site publié par le BRGM permet d'évaluer simplement et rapidement les risques d'un bien localisé soit par son adresse soit par le numéro de sa parcelle.

#### Risques naturels

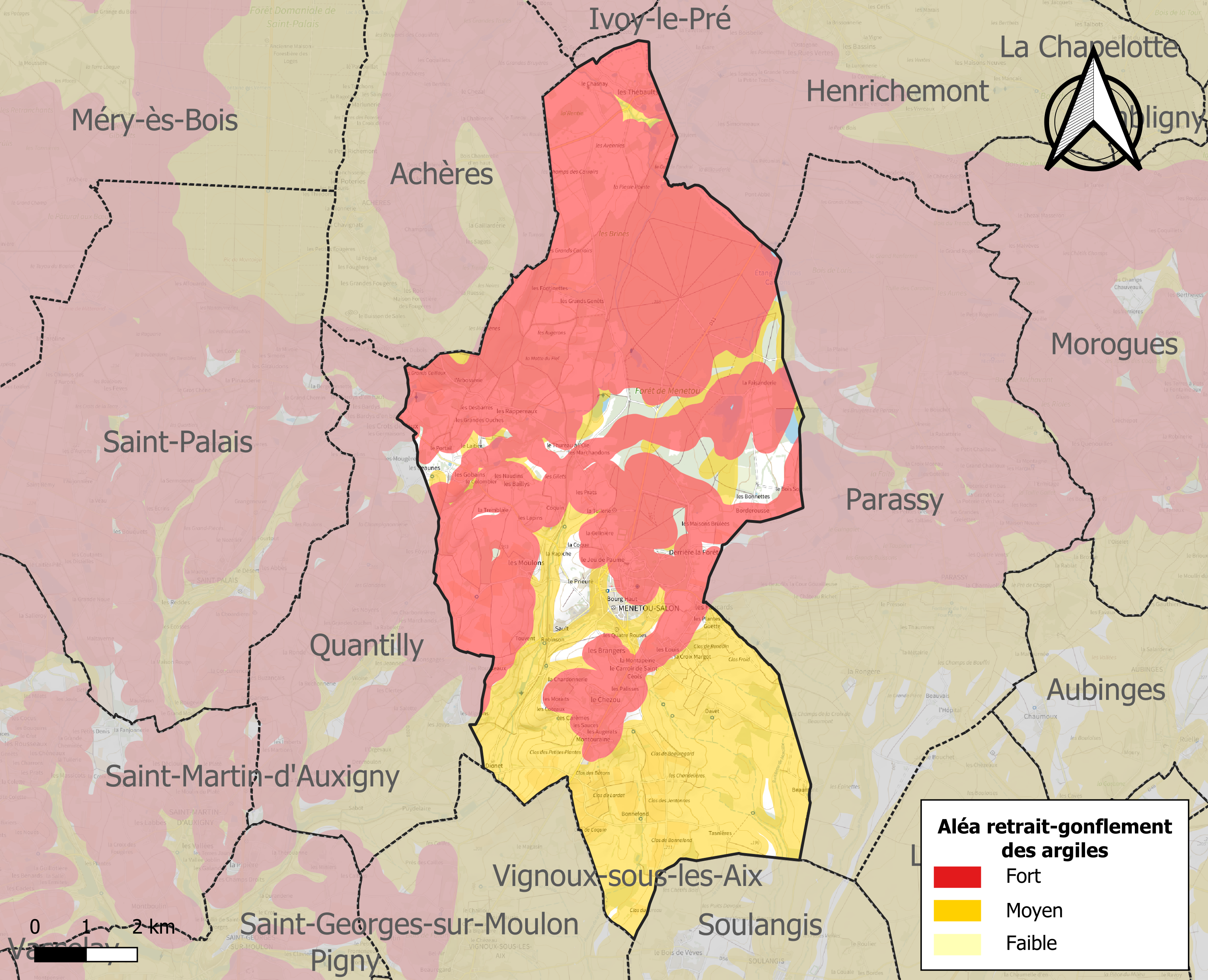
Carte des zones d'aléa retrait-gonflement des sols argileux de Menetou-Salon.

La commune est vulnérable au risque de mouvements de terrains constitué principalement du retrait-gonflement des sols argileux. Cet aléa est susceptible d'engendrer des dommages importants aux bâtiments en cas d’alternance de périodes de sécheresse et de pluie. 93,7 % de la superficie communale est en aléa moyen ou fort (90 % au niveau départemental et 48,5 % au niveau national). Sur les 878 bâtiments dénombrés sur la commune en 2019, 746 sont en aléa moyen ou fort, soit 85 %, à comparer aux 83 % au niveau départemental et 54 % au niveau national. Une cartographie de l'exposition du territoire national au retrait gonflement des sols argileux est disponible sur le site du BRGM,.
Concernant les mouvements de terrains, la commune a été reconnue en état de catastrophe naturelle au titre des dommages causés par la sécheresse en 1989, 2018 et 2019 et par des mouvements de terrain en 1999.

#### Risques technologiques
Le risque de transport de matières dangereuses sur la commune est lié à sa traversée par des infrastructures routières ou ferroviaires importantes ou la présence d'une canalisation de transport d'hydrocarbures. Un accident se produisant sur de telles infrastructures est en effet susceptible d’avoir des effets graves au bâti ou aux personnes jusqu’à 350 m, selon la nature du matériau transporté. Des dispositions d’urbanisme peuvent être préconisées en conséquence.

## Histoire

### Origine du nom
Le toponyme actuel est désigné au XIe siècle par monasterium sarlonis (« petit monastère de Sarlon ») aussi dénommé monastellum salonis. Ce nom fait expressément allusion à la fondation près du château seigneurial, vers 1075, du prieuré Saint-Martin par Sarlon, seigneur de Ménetou et Quantilly membre d'une famille noble influente auprès du vicomte de Bourges.

### Antiquité
Après la conquête de la Gaule par les légions de Jules César, Avaric — cité des Bituriges — est reconstruite et devient Avaricum. Pour alimenter en eau les fontaines monumentales et les thermes de la nouvelle cité, un des aqueducs est construit depuis la fontaine Saint-Jacques située sur le territoire actuel de Menetou-Salon.
À la Motte-Robert, un ferrier arasé, daté de cette époque, a été mis en évidence sur une surface de près d’un hectare.

### Moyen Âge
En 1097, le seigneur de Ménetou, Sarlon le Riche, ayant décidé d’accompagner à la Première croisade le vicomte de Bourges, Eudes Arpin/Odo Arpin de Bourges — dernier vicomte de Bourges, celui-là même qui céda la vicomté de Bourges au roi Philippe pour se croiser vers 1100 —, donne l’église Saint-Pierre de Ménetou, avec ses revenus, à l’abbaye Saint-Sulpice-lez-Bourges de l'ordre de Saint-Benoît,.
En 1190, Hugues de Vesvre, seigneur de Menetou, donne des terres à l’abbaye Notre-Dame de Loroy toute proche (actuellement sur la commune de Méry-ès-Bois) fondée en 1125 par le seigneur de Sully, la Chapelle et les Aix.
En 1259, Hervé III, seigneur de Vierzon, donne la seigneurie de Menetou-Salon à sa sœur ou nièce Marie de Vierzon à l’occasion du mariage de cette dernière avec Jean Ier de Sancerre. Robert de Sancerre (mort entre 1271 et 1301), fils cadet ou frère de ce dernier, obtient la seigneurie de Menetou-Salon.
En 1384, Arnould de Bonnay, marié à Isabeau de Sancerre dame de Menetou, seigneur de Quantilly, peut se prévaloir par son mariage du titre de seigneur de Menetou.

### XVesiècle
Vers 1450, Jacques Cœur achète les terres et le château de Menetou. Dans les années qui suivent, le grand argentier tombe en disgrâce et ses biens sont saisis par le roi Charles VII. Ce dernier cède pour 8 000 écus d’or cette seigneurie à sa favorite du moment, Antoinette de Maignelais, devenue dame de Villequier par son mariage avec André de Villequier.

### XVIesiècle
En 1513, Artus de Villequier vend pour 20 500 livres la terre de Ménetou à dame Jeanne de Malet-Graville, veuve en 1511 du maréchal Charles d’Amboise et morte en 1546 sans postérité survivante.
En 1532, Claude d'Urfé, surintendant de la Maison du roi François II, épouse Jeanne de Balzac d’Entragues, dame de Menetou et devient ainsi seigneur de Menetou-Salon.
En 1559, à la mort de Claude d’Urfé, son beau-frère Jean Pot seigneur de Rhodes en bas Berry achète à Jacques d’Urfé la châtellenie de Menetou-Salon.
En 1590, sont regroupées deux entités jusque-là distinctes : la seigneurie de la Chaintre qui dépendait du seigneur de Mehun-sur-Yèvre — donc du roi — et qui était soumise à la taille, et la partie située autour du château de Menetou appelée le fief Pot (ou fief de Pot) qui dépendait de la principauté souveraine de Boisbelle, dont les habitants jouissaient de conditions très avantageuses en matière d’impôts et d’obligations militaires.

### XVIIesiècle
En 1619, à l’issue d’un procès sommaire devant la cour souveraine de Boisbelle, un mendiant, Gilbert Fourneau, est arrêté, convaincu de sorcellerie et condamné à mort. Après avoir fait amende honorable au porche de l’église Saint-Pierre de Ménetou, il est pendu puis brûlé sur place.

### XVIIIesiècle
Sous l'Ancien Régime, les catholiques de Menetou-Salon disposent de trois lieux de culte : l'église paroissiale Saint-Pierre, le prieuré de Saint-Martin et la chapelle du château. La paroisse est rattachée à l'archiprêtrie de Bourges.
À l'occasion de plusieurs mariages, la terre de Menetou — qui était restée près de deux siècles propriété de la famille Pot (maintes fois ambassadeurs du roi de France) — va en peu de temps voir plusieurs maisons nobiliaires se succéder à sa tête. Ainsi :
- en 1713, à la fin du règne de Louis XIV, Marie-Thérèse-Charlotte Pot, marquise de Rhodes, fille unique de Charles Pot seigneur de Menetou et Grand maître des cérémonies de France, épouse sans postérité le maréchal Louis de Gand-Vilain de Merode, prince d'Isenghien (noblesse belge du Saint Empire) ; elle lui apporte les seigneuries de Menetou et de Mehun ;
- puis, Élisabeth-Pauline de Gand-Vilain (1737-guillotinée en février 1794), nièce du prince d’Isenghien, épouse Louis de Brancas duc de Lauraguais ; ce dernier reçoit donc la terre et le château de Menetou-Salon ;
- enfin, Louise-Pauline de Brancas de Lauraguais (1755-1812), fille des précédents, épouse en 1773 avec postérité le prince et duc Louis-Engelbert d’Arenberg (1750-1820) ;
- en 1792, pendant la Révolution française, le curé de Menetou, Jacques Herpin, se réfugie en Angleterre pour fuir les poursuites ordonnées par les autorités révolutionnaires contre les ecclésiastiques qui refusent d’appliquer la Constitution civile du clergé ;
- à cette époque, lors de la création des nouvelles unités administratives, Menetou-Salon devient chef-lieu de canton jusqu’en 1817[20].

### XIXesiècle
En 1801, sous le Consulat et Napoléon Bonaparte est instauré à Menetou-Salon un tribunal appelé « justice de paix » pour régler les conflits de voisinage apparus sur les communes d'Allogny, de Fussy, de Menetou, de Pigny, de Quantilly, de Saint-Éloy-de-Gy, de Saint-Georges-sur-Moulon, de Saint-Palais, de Saint-Martin-d'Auxigny, de Vasselay et de Vignoux-sous-les-Aix.
En 1817, sous le règne de Louis XVIII et la Restauration française, le siège de la Justice de paix est transféré à Saint-Martin-d’Auxigny.
Vers 1824, un vaste incendie détruit 104 maisons à Menetou-Salon ; l’archevêque de Bourges, Mgr Guillaume-Aubin de Villèle, ordonne des quêtes dans son diocèse pour porter secours aux sinistrés.
Dans les années 1830, sous la monarchie de Juillet et le roi Louis-Philippe Ier, la commune de Menetou-Salon est caractérisée par des activités de tissage de serge, d’huilerie de noix, de commerce de bois et bien sûr de production de vins (dont une partie alimente une distillerie) ; si l’on recherche des fabrications de taillandier ou un instrument aratoire, ils sont produits sur place. Mais l'essor de ces activités est freiné par la vétusté et la lenteur des transports avec la seule traction à cheval : diligences et charrettes. De plus, les routes sont peu praticables en certaines saisons et dans les lieux reculés.
En 1867, sous le Second Empire et l'empereur Napoléon III, l’église de Menetou-Salon est reconstruite.
La deuxième partie du XIXe siècle voit partout en France l’essor du chemin de fer. L’objectif visé est que toutes les préfectures et les sous-préfectures soient rapidement reliées par le rail. Au début du siècle suivant, les trois quarts des cantons le seront également au moyen de chemins de fer départementaux ou de tramways (parfois à voie métrique, parfois à écartement plus faible encore : 80 cm et même 60 cm). Menetou-Salon va également être touché par ce bienfait voulu expressément par les autorités républicaines pour rallier les citoyens au nouveau régime politique. Dès 1860, le vin de Menetou commence à être vendu à Paris. Puis, dans les années 1880, est entreprise la construction de la ligne Bourges – Aubigny – Argent – Sully – Orléans ou Paris via Pithiviers (ligne exploitée jusqu’en 1938 par la Compagnie du chemin de fer de Paris à Orléans) (ou « P.O » dans le langage quotidien) puis par la SNCF après 1938).
En 1877, le prince Auguste d’Arenberg (1837-1924), déjà conseiller général du canton de Saint-Martin-d’Auxigny, est élu député monarchiste du Cher, au suffrage universel masculin ; il occupera cette fonction — hormis une interruption entre 1881 et 1889 — jusqu'en 1902.
En 1878, sous la Troisième République, sont édifiées la mairie et les écoles primaires de la commune.
1881 est une année noire pour la viticulture du centre de la France. À son tour, en effet, le Cher — alors planté, selon L. Gallicher de la Société d'agriculture du Cher, de 12 964 hectares de vignes ainsi réparties : 54,5 % dans l'arrondissement de Bourges, 26,5 % dans l'arrondissement de Saint-Amand et 19 % dans l'arrondissement de Sancerre, produisant au total près de 400 000 hectolitres de vin — subit une grave crise économique agricole provoquée par la progression du phylloxéra, mais les viticulteurs de Menetou-Salon font face collectivement au désastre en créant un syndicat viticole en 1890 et en replantant de nouveaux cépages plus résistants.
Le château de Menetou-Salon est restauré et agrandi vers 1885 par le prince Auguste d’Arenberg, président de la Compagnie du canal de Suez, député du Cher.

### XXesiècle
Après la Première Guerre mondiale, le chemin de fer se trouve rapidement concurrencé par la route, du fait des considérables progrès techniques intervenus : dans le réseau routier, en particulier avec le goudronnage généralisé, ainsi que sur les automobiles et les camions.
Le monument aux morts est érigé le 28 mai 1922 en l’honneur des nombreux poilus de la commune de Menetou-Salon tués au cours de la Première Guerre mondiale.
Le 8 août 1944, la gare de Menetou voit passer le « train fou » vidé de toute présence humaine par les maquisards et lancé par la Résistance intérieure française en direction du nœud ferroviaire de Bourges pour empêcher les armées du troisième Reich d’utiliser le rail et de s’opposer aux conséquences du débarquement de Normandie ou pour battre en retraite rapidement vers l’Allemagne. Contre toute attente, cette action spectaculaire de la « bataille du rail » ne fit aucun dégât.
Après la Seconde Guerre mondiale et la reconstruction du pays, le rail connaît quelques années de répit mais les lignes d’intérêt local ou régional voient rapidement baisser leur trafic. Le remplacement des locomotives à charbon par des autorails ou des loco-tracteurs à moteur à essence ou à moteur diésel n’inversent pas la tendance.
En 1950, la gare de Menetou cesse d’accueillir les voyageurs et, vingt ans plus tard, les marchandises. Enfin, la ligne de chemin de fer desservant Menetou-Salon fait l’objet d’une mesure de « retranchement » et de « déclassement » en décembre 1991.

## Politique et administration
La commune fait partie du canton de Saint-Martin-d'Auxigny, même après le redécoupage des cantons en 2015.

### Liste des maires
- Récentes élections : le conseil municipal est composé de 19 membres.

| Période                                  | Période                         | Identité          | Étiquette | Qualité                                         |
| ---------------------------------------- | ------------------------------- | ----------------- | --------- | ----------------------------------------------- |
| Les données manquantes sont à compléter. |                                 |                   |           |                                                 |
| 1922                                     | ?                               | M. Desbarres      |           |                                                 |
| mars 2001                                | mars 2008                       | Bernard Remangeon |           |                                                 |
| mars 2008                                | En cours (au 27 septembre 2014) | Pierre Fouchet,   |           | Ancien artisan, commerçant ou chef d'entreprise |

## Population et société

### Évolution démographique

#### Évolution de la population
L'évolution du nombre d'habitants est connue à travers les recensements de la population effectués dans la commune depuis 1793. Pour les communes de moins de 10 000 habitants, une enquête de recensement portant sur toute la population est réalisée tous les cinq ans, les populations de référence des années intermédiaires étant quant à elles estimées par interpolation ou extrapolation. Pour la commune, le premier recensement exhaustif entrant dans le cadre du nouveau dispositif a été réalisé en 2005.

En 2022, la commune comptait 1 618 habitants, en évolution de −0,25 % par rapport à 2016 (Cher : −2,48 %, France hors Mayotte : +2,11 %).
| 1793  | 1800  | 1806  | 1821  | 1831  | 1836  | 1841  | 1846  | 1851  |
| ----- | ----- | ----- | ----- | ----- | ----- | ----- | ----- | ----- |
| 2 051 | 3 277 | 3 622 | 2 178 | 2 497 | 2 478 | 2 451 | 2 518 | 2 571 |

| 1856  | 1861  | 1866  | 1872  | 1876  | 1881  | 1886  | 1891  | 1896  |
| ----- | ----- | ----- | ----- | ----- | ----- | ----- | ----- | ----- |
| 2 584 | 2 603 | 2 546 | 2 577 | 2 552 | 2 526 | 2 620 | 2 575 | 2 609 |

| 1901  | 1906  | 1911  | 1921  | 1926  | 1931  | 1936  | 1946  | 1954  |
| ----- | ----- | ----- | ----- | ----- | ----- | ----- | ----- | ----- |
| 2 454 | 2 390 | 2 346 | 1 825 | 1 752 | 1 573 | 1 514 | 1 456 | 1 319 |

| 1962  | 1968  | 1975  | 1982  | 1990  | 1999  | 2005  | 2006  | 2010  |
| ----- | ----- | ----- | ----- | ----- | ----- | ----- | ----- | ----- |
| 1 388 | 1 309 | 1 334 | 1 477 | 1 600 | 1 661 | 1 690 | 1 675 | 1 665 |

| 2015  | 2020  | 2022  | - | - | - | - | - | - |
| ----- | ----- | ----- | - | - | - | - | - | - |
| 1 627 | 1 614 | 1 618 | - | - | - | - | - | - |

#### Indicateurs démographiques
Pour les périodes 1990-1999 et 1999-2010 :
- le taux annuel moyen de variation de la population était positif (+ 0,4 %) puis il devient quasi stable ;
- le taux de natalité augmente légèrement, passant de 10,8 ‰ à 11,2 ‰ ;
- le taux de mortalité diminue légèrement, passant de 15,1 ‰ à 14,9 ‰.

#### Pyramide des âges
La population de la commune est relativement âgée.
En 2018, le taux de personnes d'un âge inférieur à 30 ans s'élève à 26,4 %, soit en dessous de la moyenne départementale (30,2 %). À l'inverse, le taux de personnes d'âge supérieur à 60 ans est de 35,7 % la même année, alors qu'il est de 32,7 % au niveau départemental.
En 2018, la commune comptait 780 hommes pour 829 femmes, soit un taux de 51,52 % de femmes, légèrement inférieur au taux départemental (51,56 %).
Les pyramides des âges de la commune et du département s'établissent comme suit.
| Hommes | Classe d’âge | Femmes |
| ------ | ------------ | ------ |
| 1,0    | 90 ou +      | 3,6    |
| 9,7    | 75-89 ans    | 12,0   |
| 23,1   | 60-74 ans    | 21,8   |
| 18,8   | 45-59 ans    | 20,0   |
| 18,5   | 30-44 ans    | 18,5   |
| 12,4   | 15-29 ans    | 8,5    |
| 16,4   | 0-14 ans     | 15,6   |

| Hommes | Classe d’âge | Femmes |
| ------ | ------------ | ------ |
| 1      | 90 ou +      | 2,6    |
| 9,3    | 75-89 ans    | 12,1   |
| 20,6   | 60-74 ans    | 21,3   |
| 20,5   | 45-59 ans    | 20     |
| 16,5   | 30-44 ans    | 15,9   |
| 15,6   | 15-29 ans    | 13,2   |
| 16,5   | 0-14 ans     | 14,9   |

## Économie
Le vignoble de Menetou-Salon — en appellation d'origine contrôlée (AOC) depuis 1959 — est cependant un vignoble très ancien d'après les vieux écrits et documents concernant la seigneurie et châtellenie de Menetou-Salon[réf. nécessaire].
Ce vignoble renommé s’étend sur 465 hectares de collines. L’aire d’appellation couvre dix communes dont Menetou-Salon, Aubinges, Humbligny, Morogues, Parassy, Quantilly, Saint-Céols, Soulangis, Vignoux-sous-les-Aix.
Tous les ans, au mois d'août, une manifestation "Caves ouvertes" est organisée un week-end par les vignerons eux-mêmes : dégustation, échanges avec les professionnels, démonstration de chauffage des tonneaux..

### Emploi et population active
En 2010, parmi les 1 665 habitants que compte la commune, 1 015 sont âgés de 15 à 64 ans et 761 habitants (soit très approximativement les trois quarts) sont actifs (698, soit 68,8 %, ont un emploi).
Au sens du recensement, la commune comptait 63 chômeurs (soit un taux de chômage de 8,3 %).
Toujours en 2010, on comptait 397 emplois (dont 295 salariés) ; 703 actifs avaient un emploi résidant dans la zone.

## Culture et patrimoine

### Lieux et monuments

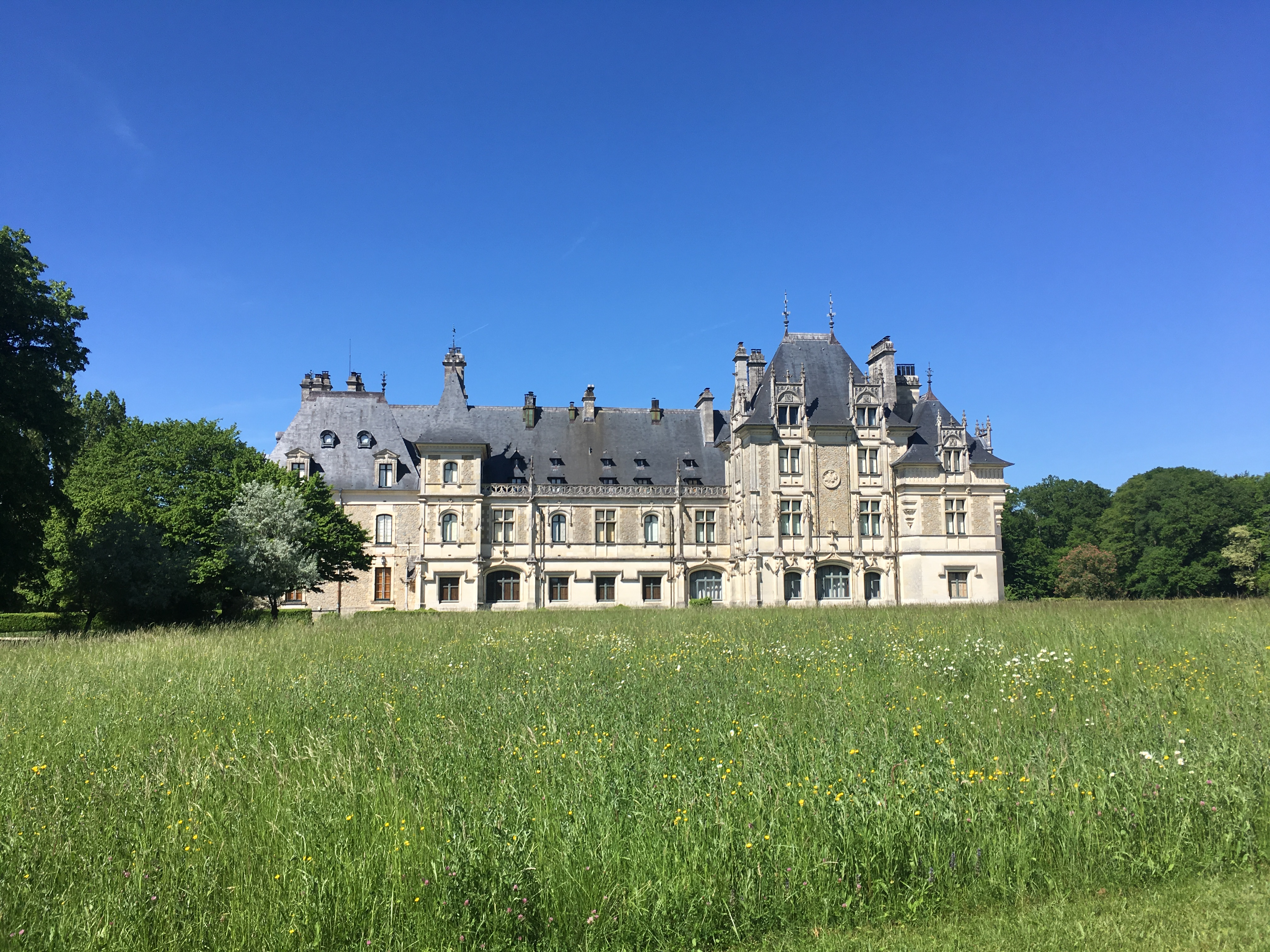
Le château de Menetou-Salon.

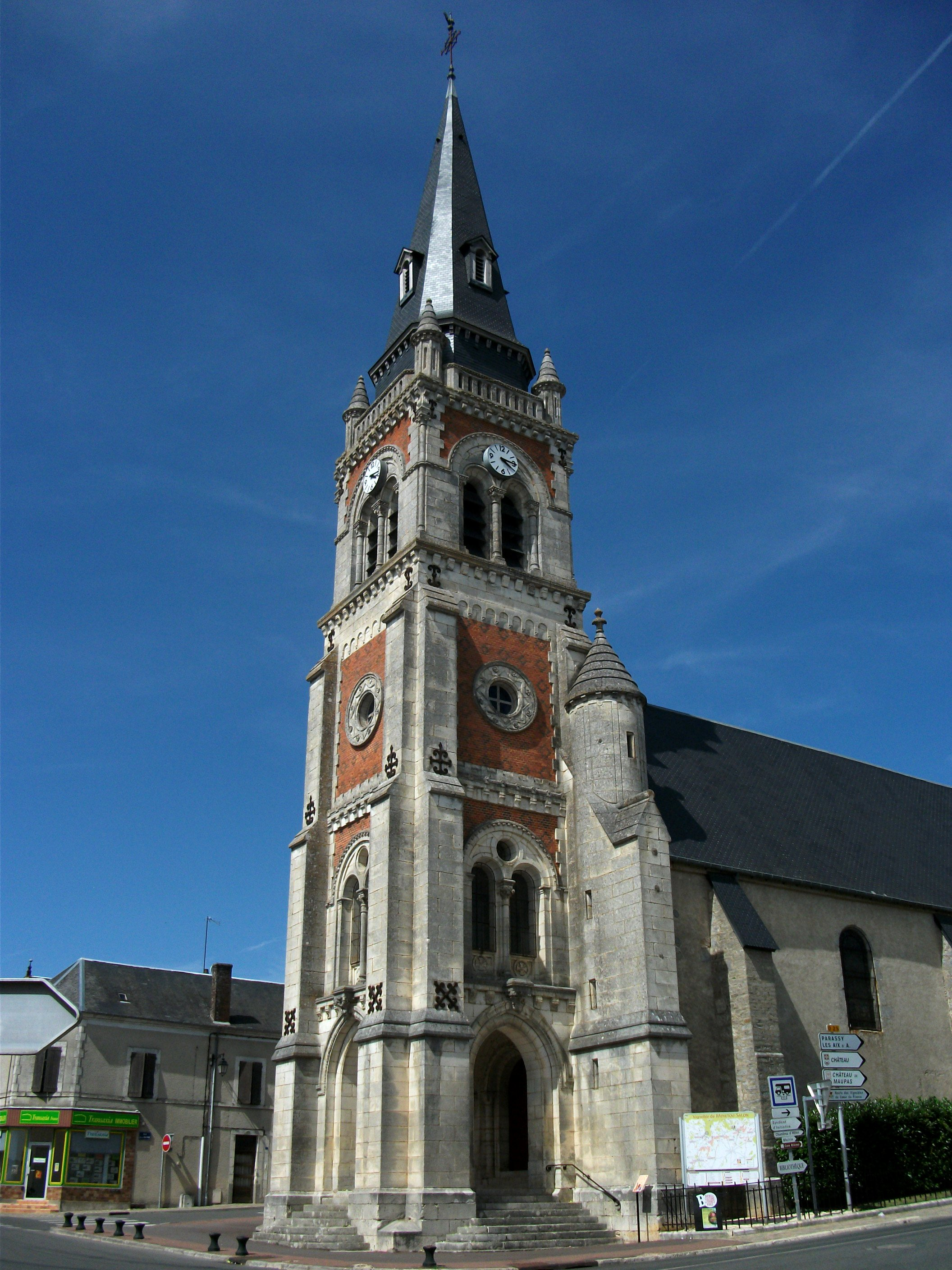
L’église Saint-Pierre.

- Château de Menetou-Salon : l'actuel château remonte au XIVe siècle — date de début du chantier — et voit des travaux jusqu’aux remaniements majeurs des années 1880. Le château est habité de nos jours par le propriétaire actuel, le 5e prince et duc d’Arenberg français[31].

Avant que Hugues de Cormaing ne cède en 1450 Menetou et Quantilly à Jacques Cœur, le château appartint à Sarlon le riche, contemporain de Henri Ier, puis à la Maison de Vèvre, de Vierzon et de Sancerre.
Le château primitif a appartenu en 1448 à Jacques Cœur — le grand Argentier de Charles VII de France — avant de lui être confisqué lors de sa disgrâce en 1455, pour être adjugé à Antoinette de Maigrelay, veuve d'André Villequier puis racheté par Jeanne de Graville. Le riche hôtel particulier de Bourges, le palais Jacques-Cœur, a inspiré au XIXe siècle l'architecte chargé des transformations. L'ancien château fut en effet agrandi et embelli, entre 1884 et 1890 par l'architecte parisien Ernest Sanson, le sculpteur Antoine Margotin et le menuisier-ébéniste Calmel, à la demande du prince Auguste Louis Albéric d'Arenberg et de la princesse son épouse. Ce représentant de l'aristocratie française remplit, sous la Troisième République, des fonctions éminentes dans de nombreux domaines, notamment comme député du Cher de 1877 à 1902. Ce château est de style néogothique. Il a été classé à l'inventaire supplémentaire des monuments historiques.
Le château de Menetou-Salon est une des étapes de la route Jacques Cœur.
- Église Saint-Pierre : la paroisse de Menetou-Salon est, depuis le XIe siècle, sous le patronage de saint Pierre. L'édifice actuel date de 1867, mais il renferme des éléments plus anciens comme une grande statue classée de Vierge à l'Enfant en pierre du XVe siècle, l'époque du « roi de Bourges » Charles VII de France et de Jacques Cœur seigneur de Ménetou, ainsi qu'un retable en pierre du XVIIe siècle.
- La mairie-école : elle est construite en pierre et briques et date de 1878.
- Le Monument aux morts : érigé en 1922 sur la place centrale, il fut commandé à François Popineau, professeur à l’école des beaux-arts de Bourges et auteur des deux monuments aux morts du chef-lieu du département. Les noms inscrits sur le monument sont ceux des victimes de la Première Guerre mondiale, de la Seconde Guerre mondiale, et des guerres de décolonisation.

### Personnalités liées à la commune
- Jean Alexandre Buchon (1791-1846), historiographe.
- Maurice Tallent (1916-2002), as de l'aviation durant la Seconde Guerre mondiale, né sur la commune.
- P Milhiet (16 dec 1794-1816)  l' un des naufragés décédé du Radeau de la Méduse (1816)[32].